# Ghani ibn Asur
Els Ghani ibn Asur o Ghaní ibn Àssur foren una antiga tribu àrab. Estaven emparentats amb els bahila. Les seves pastures eren a la zona entre Bish i al-Dariyya al Najd central. Eren un nombre reduït i encara que van participar en diverses batalles mai van tenir un paper important. Es van convertir a l'islam el 630 després de la batalla d'Hunayn.